# Campionato azero di calcio a 5 2006-2007
Il Campionato azero di calcio a 5 2006-2007 è stata la tredicesima edizione del massimo campionato di calcio a 5 dell'Azerbaigian, giocato nella stagione 2006/2007 con la formula del girone unico, e che ha visto la vittoria finale del Araz Naxçivan, al suo terzo titolo di Azerbaigian.

## Classifica finale
| Pos | Squadra           | Pti | G  | V  | N | P  | GF  | GS  |
| --- | ----------------- | --- | -- | -- | - | -- | --- | --- |
| 1   | Araz Naxçivan     | 58  | 20 | 19 | 1 | 0  | 167 | 50  |
| 2   | Miri Grand Saatli | 46  | 20 | 15 | 1 | 4  | 145 | 60  |
| 3   | Star GSM Baku     | 36  | 20 | 12 | 0 | 8  | 127 | 120 |
| 4   | TT Baku           | 20  | 20 | 6  | 2 | 12 | 98  | 117 |
| 5   | Qarabag V. Agdam  | 16  | 20 | 5  | 1 | 14 | 70  | 120 |
| 6   | AVISKO Baku*      | 7   | 12 | 2  | 1 | 9  | 53  | 88  |
| 7   | Ruslan FK Baku*   | 0   | 12 | 0  | 0 | 12 | 46  | 151 |

* Le formazioni del AVISKO Baku e del Ruslan FK Baku sono state estromesse dalla competizione durante il girone di andata.